# Krastrup
Krastrup er en gammel hovedgård, som nævnes første gang i 1468. Gården ligger i Farstrup Sogn, Slet Herred, Aalborg Kommune. Hovedbygningen er opført i 1794
Krastrup Gods er på 30 hektar

## Ejere af Krastrup
- (1468-1536) Vitskøl Kloster
- (1536-1547) Jørgen Friis
- (1547-1561) Christian Jørgensen Friis
- (1561-1568) Else Rosenkrantz gift (1) Glob (2) Friis
- (1568) Sophie Albertsdatter Glob gift Friis
- (1568-1572) Iver Christiansen Friis
- (1572-1574) Sophie Albertsdatter Glob gift Friis
- (1574-1612) Jørgen Iversen Friis
- (1612-1621) Christen Jørgensen Friis
- (1621-1639) Niels Jørgensen Friis
- (1639-1660) Manderup Jørgensen Due
- (1660-1662) Anne Albretsdatter Skeel gift Due
- (1662-1699) Bernt Manderupsen Due
- (1699-1710) Manderup Berntsen Due
- (1710-1725) Charlotte Amalie Gjøe gift (1) Due (2) Rantzau
- (1725-1755) Christian Ottesen greve Rantzau
- (1755-1757) Gerhard Hansen de Lichtenberg
- (1757-1792) Marcus Pauli Marcussen
- (1792) Poul Marcussen / Ulrich Christian von Schmidten
- (1792-1804) Poul Marcussen
- (1804-1835) Hans Hansen
- (1835) Edel Secher gift Hansen
- (1835-1875) N. E. V. Secher Hansen
- (1875-1880) Thomas Secher Hansen
- (1880-1888) Valdemar Secher Hansen
- (1888-1892) E. Tregder / C. J. Wolff
- (1892-1910) H. P. J. C. Holm
- (1910-1912) Enke Fru Holm
- (1912) Konsortium
- (1912-1913) H. Mylting
- (1913-1915) P. Gammeltoft
- (1915-1918) Aktieselskab Krastrup Hovedgård
- (1918-1924) C. Hansen / C. Sørensen
- (1924-1926) P. Toft
- (1926-1930) J. P. Tommerup
- (1930-1941) Kirstine Kjeldahl
- (1941-) Statens Jordlovsudvalg (avlsgården)
- (1941-1968) Kirstine Kjeldahl (hovedbygningen)
- (1968-1982) Slægten Kjeldahl (hovedbygningen)
- (1982-1992) Holger Kjeldahl (hovedbygningen)
- (1992-2000) Henrik Calum Nielsen (hovedbygningen)
- (2000-) Birgit Rosenvard (hovedbygningen)